# Władysław Bełza

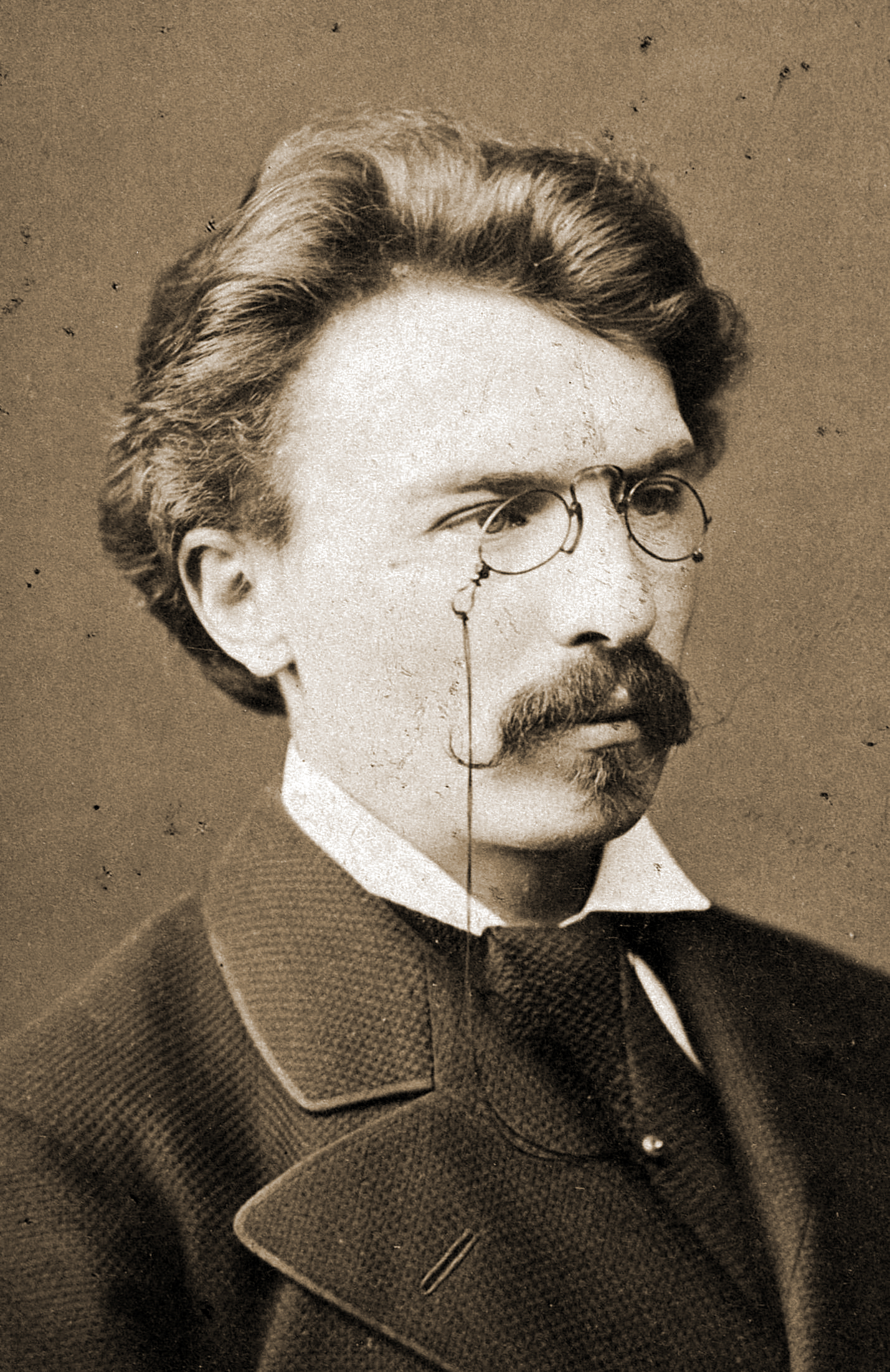
Władysław Bełza.

Władysław Bełza, född 17 oktober 1847 i Warszawa, död 29 januari 1913 i Lwów, var en polsk författare. 
Bełza, som var son till en framstående kemist, studerade dels i sin födelsestad, dels i Kazan, men blev efter resor i Västeuropa utvisad ur Posen 1871 och slog sig ner i Lwów, där han efter 1882 blev bibliotekssekreterare. 
Förutom lyriska dikter skrev Bełza studier om kvinnan, judarna och Sobieski i den polska poesin samt utgav en polsk antologi (1880) och en litteratur-biografisk skiss, Maryla i jéj stosunek do Mickiewicza (Adam Mickiewicz poetiska ungdomskärlek).